# Никольское (Волновахский район)
Нико́льское (укр. Микільське) — село в Волновахском районе Донецкой области Украины.

## Население
Население по переписи 2001 года составляло 1922 человека.

## История
Никольское основано в 1840-х годах переселенцами из Полтавской и Орловской губерний.
В декабре 1917 года в селе была установлена Советская власть.
В Великой Отечественной войне принял участие 481 житель села, 278 человек погибло.
По данным на 1970 год в Никольском находится колхоз им. Петровского, за которым были закреплены 6057 га сельскохозяйственных угодий. Колхоз специализировался на производстве говядины и растениеводстве.
В 2022 году было оккупировано в ходе вторжения России на Украину.

## Религия
В селе находится Николо-Васильевский монастырь, основанный в 1998 году Зосимой (Сокуром).